# Mykoplasmapneumoni
Mykoplasmapneumoni är en bakteriell lunginflammation som orsakas av en bakterie i mykoplasma-släktet, Mycoplasma pneumoniae. Bakterien ger initialt förkylningsliknande symptom, men i ungefär 10 % av fallen förvärras sjukdomen till lunginflammation. Mykoplasmapneumoni är den vanligaste formen av lunginflammation i Sverige hos unga vuxna. 
Mycoplasma pneumoniae är kort och hårig och binder starkt till epitelceller. Den sprids via droppsmitta. Inkubationstiden är mellan 2 och 3 veckor, och tidigare sjuka av bakterien blir inte immuna. Bakterien är mycket smittsam.
Insjuknandet är långsamt. Symptom vid smitta är samma som andra förkylningar: snuva, nysningar, halsont, feber och huvudvärk. Efter någon tid kan torrhosta uppkomma vilket kan vara förstadium till lunginflammation. Symptomen har likheter med infektioner orsakade av bakterien Chlamydophila pneumoniae (TWAR).
Bakterien kan också orsaka bihåleinflammation, hjärtmuskelinflammation, hepatit, ledinflammation, hjärnhinneinflammation, ge hudutslag, med mera. Dessa sjukdomsförlopp är dock mycket ovanliga. Styrkan på immunförsvarets respons på bakterien avgör sjukdomens svårighetsgrad.
Små barn verkar klara sjukdomen bättre än ungdomar och unga vuxna, och deras symtom är lindrigare. Dock har en kinesisk studie från 2011 tvärt om visat att ju yngre barnet är, desto värre utvecklas sjukdomen.
Studier tyder på att bakteriens virulens i hög grad är avhängig glykolysen. Efter tillfrisknandet kan bakteriens värdceller bidra till autoimmunitet, och det antas att vissa kroniska sjukdomar kan uppkomma som följdsjukdomar till mykoplasmapneumoni, däribland Crohns sjukdom, ledgångsreumatism, och astma.
Förekomsten av Mycoplasma pneumoniae i ett land varierar mycket från år till år, och utbrott brukar uppkomma i skov med avsevärt många fler insjuknanden. Ett exempel på detta är 2011, då Umeå, Stockholm och Göteborg uppvisade ovanligt många fall. Även de nordiska grannländerna som till exempel Danmark visade samma tendens.
Svårare fall av sjukdomen kan behandlas med antibiotika såsom tetracyklin eller makrolider. I fall när inte antibiotika verkar, kan ibland kortikosteroider användas.